# Zvotoky
Zvotoky falu és önkormányzat (obec) Csehország Dél-csehországi kerületének Strakonicei járásában. Területe 3,93 km², lakosainak száma 66 (2008. 12. 31). A falu Strakonicétől mintegy 12 km-re délnyugatra, České Budějovicétől 59 km-re északnyugatra, és Prágától 109 km-re délnyugatra fekszik.
A falu a Dél-Csehországi kerület egyik legrégebbi települése, első írásos említése 1045-ből származik.

## Nevezetességek
- Az Őrangyal kápolna a 18. század végéről.

## Népesség
A település népessége az elmúlt években az alábbi módon változott:
| Lakosok száma | 274  | 268  | 287  | 145  | 88   | 60   | 67   | 63   | 60   | 56   |
|               | 1869 | 1900 | 1921 | 1961 | 1980 | 2014 | 2017 | 2020 | 2022 | 2025 |